# Куніґунде Рапперсвільська
Куніґунде Рапперсвільська (нім. Kunigunde von Rapperswil; IV століття, Рапперсвіль) — свята римо-католицької церкви. Згідно переказів, вона супроводжувала св. Урсулу Кельнську і померла на зворотньому шляху з Риму в Рапперсвіль.

## Короткий життєпис

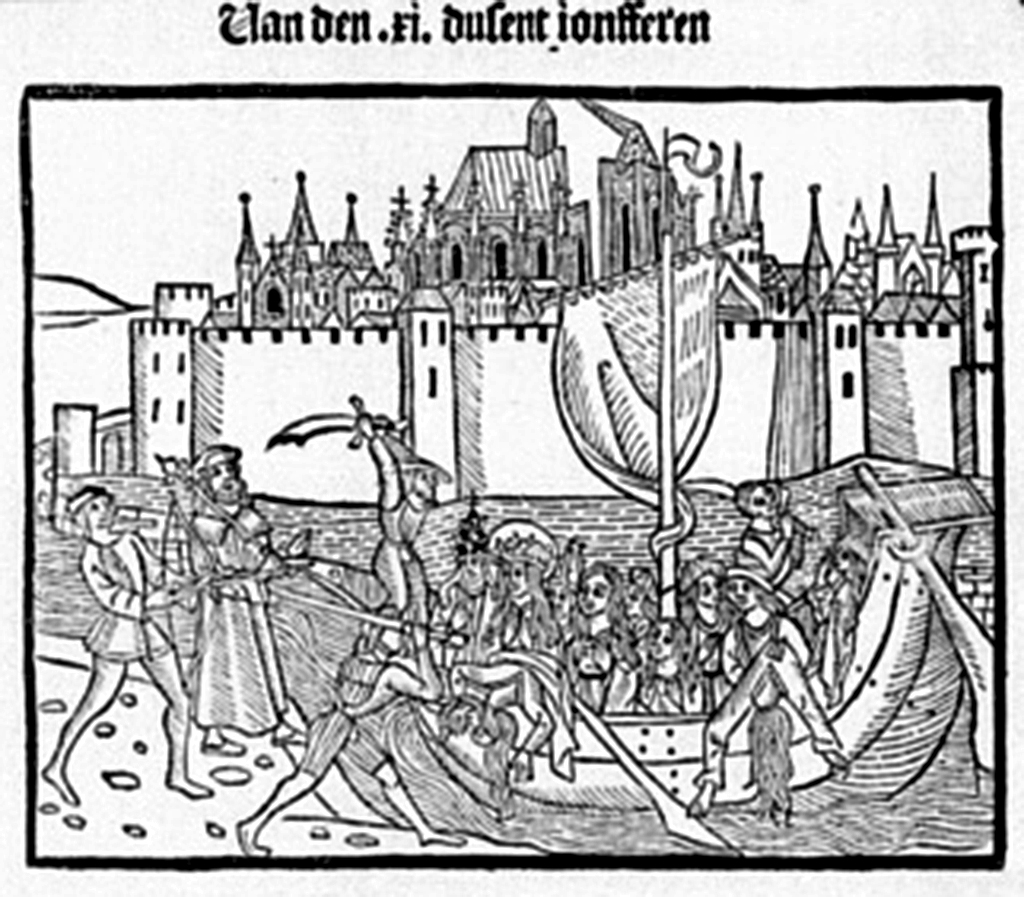
Мучеництво Урсули та її послідовниць, різьба по дереву, 1499 рік

Згідно переказів, Куніґунде проживала в IV столітті в Айхзелі поблизу міста Райнфельден. 16 червня 1504 року в Айхзелі кардинал Раймондо Перауді урочисто підняв рештки Куніґунди разом із рештками Мехтунда і Вібрандіса. Ще і до сьогодні в Ейхзелі у день спомину святої відбувається процесія із мощами, а також паломництво до святої, відоме як Айхзельський обхід. Куніґунде вшановують як покровительку сліпих і кульгавих.

## Легенда
Відповідно до збірки християнських легенд і цікавих житій святих «Золота легенда», бретонська королівська дочка Урсула Кельнська мала вийти заміж за Етерія — сина язичницького короля Англії. Вона погодилася, але встановила три умови, які наречений також виконув: принц Етерій повинен бути хрещений протягом трьох років; необхідно зібрати групу з десяти супровідниць і 11 000 інших дів, які мають здійснити паломництво до Риму. Там до них приєдналися (історично не зафіксовано) Папа Киріак, а також (в деяких версіях легенди) деякі єпископи й кардинали. Уві сні Урсула була сповіщена про мучеництво. У Кельні всі паломники були вбиті гунами, які захопили місто. Однак принц гунів закохується в Урсулу і пропонує пощадити її і одружитися з нею. Коли вона відмовилася, то він вбив її стрілою. До її супутниць належить свята Кордула, якій спочатку вдалося сховатися, але потім вона також зазнала мучеництва. Також до її супутниць вважають Оділію Кельнську.

## День спомину
- День спомину святої — 16 червня.
- Куніґунде означає борчиня за свій клан (давньоверхньонімецька мова).[2]